# Хрипуново (Ардатовський район)
Хрипуново (рос. Хрипуново) — село в Росії у Нижньогородській області Росії, адміністративний центр Хрипуновської сільської ради Ардтатовського муніципального району.

## Населення
| 1999 | 2002 | 2010 |
| ---- | ---- | ---- |
| 563  | ↘525 | ↘448 |